# Turcsányi Mátyás
Turcsányi Mátyás (Lédec, 1822. január 3. – Nyitra, 1913. január 30.) katolikus plébános, tiszteletbeli kanonok.

## Élete
A pozsonyi Emericanumban volt papnövendék. 1840-től a bölcseletet Nagyszombatban, a teológiát Bécsben hallgatta. 1847. január 15-én fölszentelték, majd káplán lett Aranyosmaróton, 1848-ban pedig Pest-Józsefvárosban.
1852-től a budai állami gimnázium hittanára. 1853. decemberétől az esztergomi papnevelő-intézetben a dogmatika tanára volt. 1861-től komjáti plébános és tiszteletbeli kanonok.

## Művei
- 1847 A zsarnok kegyence, beszély. Életképek VII.
- 1850 IX. Pius és a római lázadás. Religió.
- 1852 Az úr és a szolga közti viszony a keresztény társadalomban. Családi Lapok.
- 1852 A nő képe az indus költészetben. Családi Lapok.